# Dafort
Dafort (ou Dafor, Daffort, Dafour, en arabe : الدافوع) est une commune rurale du sud de la Mauritanie, située dans le département d'Ould Yengé de la région de Guidimakha.

## Géographie
La commune de Dafort est située dans la région de Guidimakha, au sud de la Mauritanie. Elle est positionnée à l'ouest dans le département d'Ould Yengé et elle s'étend sur 276 km2.
Elle est délimitée au nord par la commune de Bouanzé, à l’est par la commune de Tektake, au sud par la commune de Boully, à l’ouest par les communes de Tachott et d'Ould M'Bonny.

## Histoire
Dafort a été érigée en commune par l'ordonnance du 20 octobre 1987 instituant les communes de Mauritanie. Dafort a été fondée par les Camara de Hayané. 

## Démographie
Lors du Recensement général de la population et de l'habitat (RGPH) de 2000, Dafort comptait 11 593 habitants.
Lors du RGPH de 2013, la commune en comptait 15 844, soit une croissance annuelle de 2,5 % sur 13 ans.

## Administration
Dafort fait partie depuis 2018 de l'arrondissement de Lahraj, dont Lahraj est le chef-lieu. Elle n'était auparavant rattachée à aucun arrondissement. 
La mise en place de ce nouvel arrondissement a été remise en question par de nombreuses personnes car rien ne la justifiait et elle pose un problème à de nombreux habitants.

## Économie
L'agriculture est au centre de l'économie de Dafort, comme quasiment toutes les communes de la région. Mais cette économie est fragile car elle rencontre des obstacles à son développement, notamment les conditions climatiques ou le manque de moyens des agriculteurs. Pour faire face à ces obstacles, l'état ou différentes ONG financent des projets qui améliorent les conditions de vie des habitants.
Un projet de mise en place d’un réseau d’eau potable a par exemple été lancé en 2021 dans le village de Lefkarine.

## Santé et éducation
Malgré l'abolition de l'esclave en Mauritanie, Dafort est confrontée à des problèmes d'esclavagisme. De nombreuses personnes, notamment de la communauté Ganbanaaxu, sont réduites à l'esclavage ou forcées de partir si elles refusent, selon de nombreux témoignages,,.